# Nationalisering
Nationalisering of nationalisatie (soms ook wel publiekisering genoemd) is het overbrengen van een onderneming in particulier eigendom naar staatseigendom.
Motieven om bedrijven te nationaliseren zijn:
- Het beschermen van de werknemers wier baan bedreigd wordt, bijvoorbeeld door faillissement van het bedrijf waarbij ze in dienst zijn;
- Het beschermen van diensten die essentieel worden geacht, zoals openbaar vervoer en telecommunicatie;
- Een principiële overweging om voor socialisatie te kiezen. Socialisatie houdt in dat middelen dienstbaar worden gemaakt aan de samenleving en niet aan particuliere belangen van bedrijfseigenaren.[1]

Na de Tweede Wereldoorlog kreeg nationalisatie de steun van meerdere sociaaldemocratische partijen in heel West-Europa. Nationalisering kan ook gezien worden als een belangrijk onderdeel van planeconomische en staatssocialistische politiek en komt ook veel voor in fascistische en communistische economieën.

## Voorbeelden
Nationalisering volgens het socialisatie-streven was gedurende het bestaan van de Sociaal-Democratische Arbeiderspartij tussen 1894 en 1940 een van de belangrijkste programmapunten. De opvolger van de partij, de Partij van de Arbeid, nam de socialisatie van banken weer op in haar beginselprogramma van 1947 en nogmaals, zij anders verwoord, in 1977. Na het befaamde 'afschudden van de ideologische veren' onder leiding van Wim Kok in 1995 verdween de socialisatie van banken echter uit het beginselprogramma en de politiek van de Nederlandse sociaaldemocratie.
Gedurende de jaren tachtig en negentig heeft er meer privatisering dan nationalisering plaatsgevonden. Privatisering, het tegenovergestelde van nationalisering, is sinds de jaren tachtig van de twintigste eeuw echter met afnemend succes toegepast in vrijwel de gehele westerse wereld. Onder andere hierdoor zijn in Nederland tijdens de kredietcrisis een aantal systeembanken genationaliseerd, zoals Fortis Nederland en ABN-AMRO in 2008, en SNS REAAL in 2013.
Een grootschalig onderzoek van het Transnational Institute uit 2017 concludeerde dat de privatiseringsgolf aan het omslaan is in renationalisatie vanwege tegenvallende prestaties op verschillende vlakken van geprivatiseerde bedrijven. Het onderzoek geeft een overzicht van 835 renationalisatieprojecten van lokale overheidsdiensten in meer dan 1600 steden verspreid over 45 landen.